# Stefan Harrendorf
Stefan Harrendorf (* 1976) ist ein deutscher Jurist und Kriminologe.

## Leben
Nach dem Abitur 1995 studierte er von 1995 bis 2001 Rechtswissenschaften an der Georg-August-Universität Göttingen (März 2001 erstes juristisches Staatsexamen). Von 2001 bis 2005 war er wissenschaftlicher Angestellter und Doktorand an der Abteilung für Kriminologie, Jugendstrafrecht und Strafvollzug in Göttingen; Anfertigung einer Promotion zum Thema Rückfälligkeit und kriminelle Karrieren von Gewalttätern. Von 2005 bis 2007 war er Referendar am Kammergericht Berlin. Nach dem Rigorosum 2006 und dem zweiten juristischen Staatsexamen 2007 war er von 2007 bis 2008 wissenschaftlicher Angestellter (post doc) an der Abteilung für Kriminologie, Jugendstrafrecht und Strafvollzug an der Georg-August-Universität Göttingen. Von 2009 bis 2010 war er Consultant beim United Nations Office on Drugs and Crime (zum Crime Trends Survey). Von 2009 bis 2015 war er Akademischer Rat a. Z. an der Georg-August-Universität Göttingen. 2015 war er wissenschaftlicher Angestellter an der Georg-August-Universität Göttingen. Nach der Habilitation 2015 (Titel der Habilitationsschrift: Absolute und relative Bagatellen. Grenzen des Strafrechts bei geringfügiger Delinquenz), Verleihung der Lehrbefugnis für Strafrecht, Strafprozessrecht, Kriminologie, Vollzugsrecht sowie Comparative Criminal Justice nahm er 2015 den Ruf an die Universität Greifswald auf den Lehrstuhl für Kriminologie und Strafrecht an. 2015 vertrat er den Lehrstuhl für Kriminologie und Strafrecht in Greifswald. Seit 2015 ist er W3-Universitätsprofessor an der Universität Greifswald.

## Schriften (Auswahl)
- Rückfälligkeit und kriminelle Karrieren von Gewalttätern. Ergebnisse einer bundesweiten Rückfalluntersuchung. Göttingen 2007, ISBN 978-3-938616-82-6.
- mit Marcelo F. Aebi, Bruno Aubusson de Cavarlay, Gordon Barclay, Beata Gruszczyńska, Markku Heiskanen, Vasilika Hysi, Véronique Jaquier, Jörg-Martin Jehle, Martin Killias, Chris Lewis, Giulia Mugellini, Ernesto U. Savona, Olena Shostko, Paul Smit und Rannveig Þorisdottir: Defining and registering criminal offences and measures. Standards for a European comparison. Göttingen 2010, ISBN 978-3-941875-53-1.
- mit Marcelo F. Aebi, Galma Akdeniz, Gordon Barclay, Claudia Campistol, Stefano Caneppele, Beata Gruszczyńska, Markku Heiskanen, Vasilika Hysi, Jörg-Martin Jehle, Anniina Jokinen, Annie Kensey, Martin Killias, Chris G. Lewis, Ernesto Savona, Paul Smit und Rannveig Þorisdottir: European Sourcebook of Crime and Criminal Justice Statistics. Helsinki 2014.
- als Herausgeberin mit Frieder Dünkel, Christian Fahl, Frank Hardtke, Jürgen Regge und Christoph Sowada: Strafrecht Wirtschaftsstrafrecht Steuerrecht. Gedächtnisschrift für Wolfgang Joecks. München 2018, ISBN 3-406-72403-5.